# 22 mai 1959
Le vendredi 22 mai 1959 est le 142e jour de l'année 1959.

## Naissances
- Adrian McDonnell, chef d'orchestre franco-américain
- Adriana Ozores, actrice espagnole
- Andrea Thompson, actrice américaine
- Carol Barbee, actrice, productrice et scénariste américaine
- David Blatt, joueur de basket-ball américain
- Emídio Pereira de Souza, politicien brésilien
- Glen Adam, joueur de football néo-zélandais
- Graham Fellows, auteur comique, acteur et chanteur
- Harry Standjofski, acteur, doubleur, dramaturge et metteur en scène canadien
- Harvey Locke, photographe canadien
- Huw Davies, joueur de rugby britannique
- Kenneth Brylle Larsen, footballeur danois
- Kwak Jae-yong, réalisateur sud-coréen
- Linda Emond, actrice américaine
- Lisa Dalbello, chanteuse canadienne, auteure-compositrice et actrice
- Mara Mattuschka, réalisatrice autrichienne
- Marie-Christine Orry, actrice française
- Matevž Lenarčič, alpiniste, aviateur et photographe slovène
- Mehbooba Mufti, personnalité politique indienne
- Morrissey, chanteur britannique
- Niky Kamran, mathématicien canadien

## Décès
- Antonio Cámpolo (né le 7 février 1897), joueur de football uruguayen
- Carl Albert Loosli (né le 5 avril 1877), écrivain suisse
- Henri Marchand (né le 28 août 1898), acteur français
- Louis-Philippe Picard (né le 12 août 1899), personnalité politique canadienne
- Yoshioka Yayoi (née le 29 avril 1871)

## Événements
- Début de Coupe d'Afrique des nations de football 1959
- Création de Lanao du Nord